# En vivo en Obras 17 / 12 / 1985
En vivo en Obras 17 / 12 / 1985 es el cuarto álbum en vivo de la banda argentina de hard rock Riff, publicado por Main Récords en 1995. Remasterizado en 2008 por Pappo Récords.
Lista de canciones
| N.º     | Título                   | Escritor(es)              | Duración |  |
| 1.      | «Ruedas de metal»        | Pappo                     | 11:17    |  |
| 2.      | «Ex- terminador»         | Pappo, Vitico             | 2:55     |  |
| 3.      | «La espada sagrada»      | Pappo, Vitico, Oscar Moro | 2:39     |  |
| 4.      | «Elena X»                | JAF                       | 8:31     |  |
| 5.      | «Mucho por hacer»        | Vitico                    | 5:22     |  |
| 6.      | «Dios devorador»         | Pappo, Oscar Moro         | 5:25     |  |
| 7.      | «Necesitamos más acción» | Pappo                     | 3:15     |  |
| 8.      | «Apiádate de él, señor»  | JAF, Pappo                | 5:08     |  |
| 9.      | «Parece que viene bien»  | Vitico                    | 1:47     |  |
| 10.     | «Macadam 3,2,1,0»        | Pappo, Michel Peyronel    | 3:35     |  |
| 11.     | «No detenga su motor»    | Pappo                     | 3:20     |  |
| 12.     | «Susy Cadillac»          | Pappo, Michel Peyronel    | 5:52     |  |
| 13.     | «La espada sagrada»      | Pappo, Vitico, Oscar Moro | 2:30     |  |
| 14.     | «Ex-terminador»          | Pappo, Vitico             | 2:40     |  |
| 15.     | «Necesitamos más acción» | Pappo                     | 3:14     |  |
| 1:07:37 |                          |                           |          |  |

## Créditos
- Pappo - Guitarra y voz
- Vitico - Bajo y voz
- JAF - Guitarra y voz
- Oscar Moro - Batería